# Holland Ladies Tour
L'Holland Ladies Tour (Simac Ladies Tour per motivi di sponsorizzazione) è una corsa a tappe femminile di ciclismo su strada che si tiene ogni anno nei Paesi Bassi. Dal 2017 fa parte del calendario del World Tour femminile, come gara di classe 2.WWT; in precedenza, dal 2005 al 2016, era incluso nel calendario internazionale come gara di classe 2.1.

## Albo d'oro
Aggiornato all'edizione 2024.
| Anno | Vincitrice                  | Seconda              | Terza                |
| ---- | --------------------------- | -------------------- | -------------------- |
| 1998 | Elsbeth van Rooy-Vink       | Leontien van Moorsel | Ingunn Bollerud      |
| 1999 | Leontien van Moorsel        | Judith Arndt         | Susanne Ljungskog    |
| 2000 | Mirjam Melchers             | Ina-Yoko Teutenberg  | Susanne Ljungskog    |
| 2001 | Petra Rossner               | Diana Žiliūtė        | Debby Mansveld       |
| 2002 | Debby Mansveld              | Mirjam Melchers      | Arenda Grimberg      |
| 2003 | Susanne Ljungskog           | Trixi Worrack        | Ol'ga Zabelinskaja   |
| 2004 | Mirjam Melchers             | Trixi Worrack        | Sissy van Alebeek    |
| 2005 | Tanja Hennes                | Susanne Ljungskog    | Mirjam Melchers      |
| 2006 | Susanne Ljungskog           | Trixi Worrack        | Judith Arndt         |
| 2007 | Kristin Armstrong           | Judith Arndt         | Linda Villumsen      |
| 2008 | Charlotte Becker            | Ina-Yoko Teutenberg  | Irene van den Broek  |
| 2009 | Marianne Vos                | Kirsten Wild         | Ina-Yoko Teutenberg  |
| 2010 | Marianne Vos                | Kirsten Wild         | Ellen van Dijk       |
| 2011 | Marianne Vos                | Emma Johansson       | Kirsten Wild         |
| 2012 | Marianne Vos                | Evelyn Stevens       | Judith Arndt         |
| 2013 | Ellen van Dijk              | Annemiek van Vleuten | Elizabeth Armitstead |
| 2014 | Evelyn Stevens              | Lisa Brennauer       | Ellen van Dijk       |
| 2015 | Lisa Brennauer              | Lucinda Brand        | Ellen van Dijk       |
| 2016 | Chantal Blaak               | Ellen van Dijk       | Alena Amjaljusik     |
| 2017 | Annemiek van Vleuten        | Anna van der Breggen | Ellen van Dijk       |
| 2018 | Annemiek van Vleuten        | Ellen van Dijk       | Anna van der Breggen |
| 2019 | Christine Majerus           | Lorena Wiebes        | Lisa Klein           |
| 2020 | non disputato               | non disputato        | non disputato        |
| 2021 | Chantal van den Broek-Blaak | Marlen Reusser       | Ellen van Dijk       |
| 2022 | Lorena Wiebes               | Audrey Cordon-Ragot  | Karlijn Swinkels     |
| 2023 | Lotte Kopecky               | Lorena Wiebes        | Anna Henderson       |
| 2024 | Lotte Kopecky               | Franziska Koch       | Zoe Bäckstedt        |

## Vittorie per paese
Aggiornato all'edizione 2024.
| Pos | Paese       | Vittorie |
| --- | ----------- | -------- |
| 1   | Paesi Bassi | 15       |
| 2   | Germania    | 4        |
| 3   | Belgio      | 2        |
| 3   | Stati Uniti | 2        |
| 3   | Svezia      | 2        |
| 6   | Lussemburgo | 1        |